# Chaitophorus inouyei
Chaitophorus inouyei är en insektsart. Chaitophorus inouyei ingår i släktet Chaitophorus och familjen långrörsbladlöss. Inga underarter finns listade i Catalogue of Life.